# Shutterfly (Unternehmen)
Shutterfly, Inc. ist ein US-amerikanischer Fotodienstleister aus Redwood City in Kalifornien. Das Unternehmen stellt Fotobücher her, die von den Kunden aus digitalen Fotos zusammengestellt werden können. Neben diesem Hauptprodukt liefert Shutterfly auch Kalender, Grußkarten oder Plakate. Über das Tochterunternehmen BorrowLenses wird hochpreisige Ausrüstung für die Fotografie verliehen. Im Jahr 2012 verkaufte die Eastman Kodak Company ihr Online-Fotoservice Kodak Gallery an Shutterfly. Die Kodak Gallery wurde daraufhin geschlossen und Shutterfly übernahm die ehemaligen Kodak-Kunden.
Das Unternehmen Shutterfly wurde 1999 gegründet und bot von Beginn an den Druck digitaler Fotografien an, die über das Internet übermittelt wurden. Seit einem Börsengang 2006 werden die Aktien Shutterflys über die NASDAQ gehandelt. Im Jahr 2012 waren 80 % der Kunden weiblichen Geschlechts.
Ende Januar 2018 kaufte der Fotodienstleister die Fotofirma Lifetouch für 825 Millionen US-Dollar.
Ende Juni 2019 gab die amerikanische Beteiligungsgesellschaft Apollo Global die Absicht bekannt, Shutterfly für 2,7 Milliarden US-Dollar kaufen zu wollen. Die Übernahme durch Apollo führte zu einem Börsenabgang des Unternehmens. Im März 2021 wurde berichtet, dass ein SPAC namens Altimar Acquisition Corp. II an einer Übernahme der Firma für 4 bis 5 Milliarden US-Dollar interessiert sei.